# Fiesole (Etrog)
Fiesole est une œuvre de l'artiste canadien  Sorel Etrog située à Paris, en France. Il s'agit d'une sculpture en bronze conçue entre 1965 et 1967, placée dans le musée de la sculpture en plein air.

## Description
L'œuvre est une sculpture. Elle représente une forme abstraite longiligne, portée par une longue tige de bronze, plus large à son extrémité supérieure qu'à sa base, sur laquelle se développe une forme abstraite. Le centre de la tige est ceint d'une courte excroissance en faisant le tour. La base de la tige est posée sur un socle rectangulaire, également en bronze.
La sculpture est posée sur un socle de forme rectangulaire portant un cartel indiquant les noms de l'œuvre et de l'auteur, ainsi que la date de création.

## Localisation
La sculpture est installée dans le musée de la sculpture en plein air, un lieu d'exposition d'œuvres de sculpteurs de la seconde moitié du XXe siècle, dans le jardin Tino-Rossi, sur le port Saint-Bernard et le long de la Seine, dans le 5e arrondissement de Paris.

## Artiste
Sorel Etrog (né en 1933) est un artiste canadien. Il partage sa vie entre Toronto, au Canada, et la ville italienne de Fiesole.